# Auchenorrhyncha

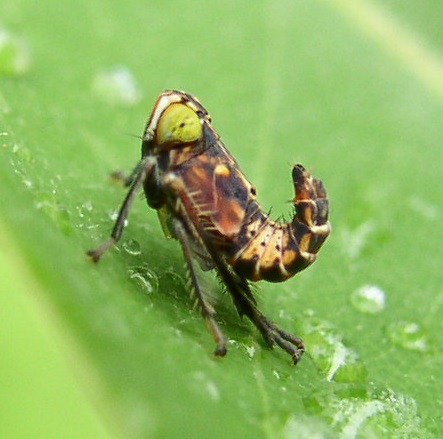
Jikradia olitoria, ninfa (Cicadellidae)

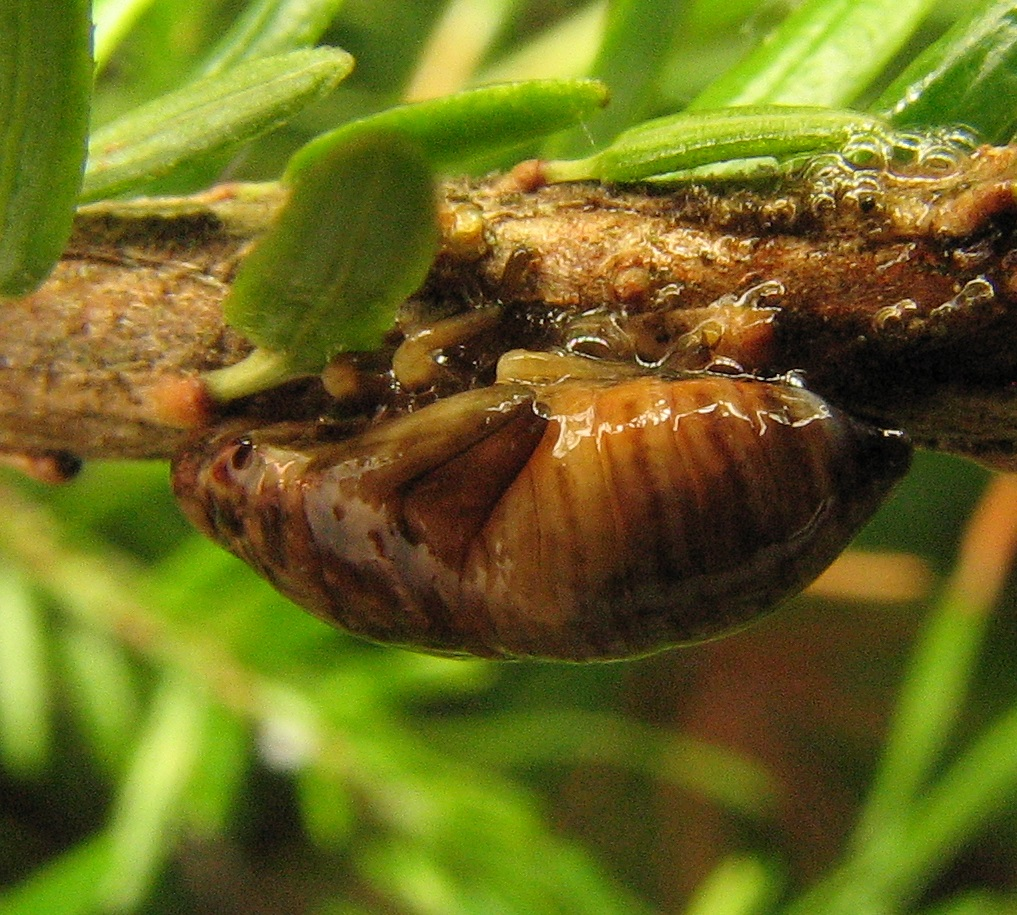
Aphrophora sp., ninfa (Aphrophoridae)

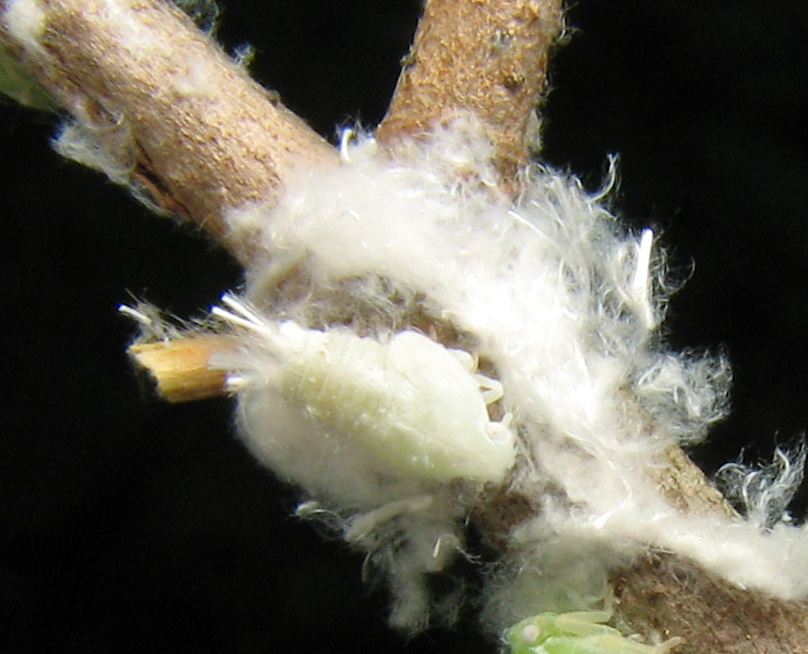
Metcalfa pruinosa, ninfas (Flatidae)

Los auquenorrincos (Auchenorrhyncha) son un suborden del orden Hemiptera con muchos miembros bien conocidos del grupo tradicional  Homoptera, con las familias de Cicadidae, Cicadellidae, Membracidae, Fulgoromorpha, y la superfamilia Cercopoidea. Los áfidos y Coccoidea son los otros miembros de Homoptera, y pertenecen al suborden Sternorrhyncha. Se distribuyen mundialmente y todos son fitófagos. Los miembros de Auchenorrhyncha suelen producir sonidos audibles e infrasonidos como forma de comunicación.

## Posición taxonómica
Hasta 1995, Auchenorrhyncha ha sido considerado un grupo monofilético. En los últimos 10 años se han mostrado evidencias de que las Auchenorrhyncha son verdaderamente un linaje parafilético. Según dichos autores deben subdividirse en dos subórdenes:
- Clypeorrhyncha = Cicadomorpha
- Archaeorrhyncha = Fulgoromorpha

De confirmarse la parafilia de Auchenorrhyncha, el grupo debería abandonarse como tal y el orden Hemíptera pasaría a subdividirse en los siguientes subórdenes:
- Sternorrhyncha
- Clypeorrhyncha = Cicadomorpha
- Archaeorrhyncha = Fulgoromorpha
- Prosorrhyncha (que incluye los Heteroptera)

Sistemática de  Auchenorrhyncha
- Infraorden Cicadomorpha (Clypeorrhyncha, Clypeata)
  - Superfamilia Cercopoidea
    - Aphrophoridae
    - Cercopidae
    - Clastopteridae
    - Epipygidae
    - Machaerotidae

  - Superfamilia Cicadoidea (cicadas,cigarras, chicharras)
    - Cicadidae (Platypediidae, Plautillidae, Tettigadidae, Tibicinidae)
    - Tettigarctidae

  - Superfamilia Membracoidea (Cicadelloidea)
    - Aetalionidae (Biturritiidae)
    - Cicadellidae (Eurymelidae, Hylicidae, Ledridae, Ulopidae, leafhoppers)
    - Melizoderidae
    - Membracidae (Nicomiidae)
    - Myerslopiidae (Cicadellidae, en parte)
- Infraorden Fulgoromorpha (Archaeorrhyncha)
  - Superfamilia Fulgoroidea
    - Acanaloniidae
    - Achilidae
    - Achilixiidae
    - Cixiidae
    - Delphacidae
    - Derbidae
    - Dictyopharidae
    - Eurybrachyidae
    - Flatidae
    - Fulgoridae
    - Gengidae
    - Hypochthonellidae
    - Issidae
    - Kinnaridae
    - Lophopidae
    - Meenoplidae
    - Nogodinidae
    - Ricaniidae
    - Tettigometridae
    - Tropiduchidae